# Ion Pool
Ernest Ion Pool (Westminster, 22 novembre 1857 – Hastings, 26 settembre 1931) è stato un maratoneta britannico.
Partecipò ai Giochi olimpici di Parigi 1900 nella maratona che non riuscì a completare. Fu scelto per la maratona olimpica dopo essere arrivato terzo alla Londra-Brighton nel 1899. Dopo la maratona, denunciò al South London Harriers Gazette la scarsa organizzazione della medesima.